# Estat Major Conjunt dels Estats Units d'Amèrica

Emblema de l'Estat Major conjunt dels Estats Units

L'Estat major conjunt (anglès: Joint Chiefs of Staff, abreujat com JCS) és un grup que comprèn els caps militars de les principals branques de les Forces Armades dels Estats Units d'Amèrica al Departament de Defensa que aconsella el Secretari de Defensa, el Consell de Seguretat Nacional, el Consell de Seguretat Interior i al President dels Estats Units sobre afers militars. La composició de l'Estat Major Conjunt està definida per estatut i consisteix en el President de la Junta de Caps d'Estat Major (CJCS), el Vicepresident de la Junta de Caps d'Estat Major (VCJCS) i els caps dels diferents serveis, l'Exèrcit, la Marina, la Força Aèria, els Marines i el Cap del Bureau de la Guàrdia Nacional, tots ells nomenats pel President després de la confirmació del Senat. Cadascun dels caps dels serveis, fora de les seves obligacions a l'Estat Major Conjunt, treballa directament pel Secretari del Departament Militar corresponent, per exemple, el Secretari de l'Exèrcit, el Secretari de la Marina, etc.
D'acord amb la Llei Goldwater-Nichols de 1986 l'Estat Major Conjunt no té una autoritat de comandament operativa, ni individual ni col·lectivament, car la cadena de comandament surt del President al Secretari de Defensa, i d'aquest als comandants dels comandaments de combat. La Llei Goldwater-Nichols també creà la figura del Vicepresident, i el President ara és designat com el "principal conseller militar" del Secretari de Defensa, del Consell de Seguretat Interior, del Consell de Seguretat Nacional i del President.
L'Estat Major Conjunt és un quarter general al Pentàgon, format per personal de cadascun dels quatre Departaments de Defensa, que assisteixen el President i el Vicepresident, i és dirigit pel Director de l'Estat Major Conjunt (DJS), que és un tinent general o un vicealmirall.

## Història

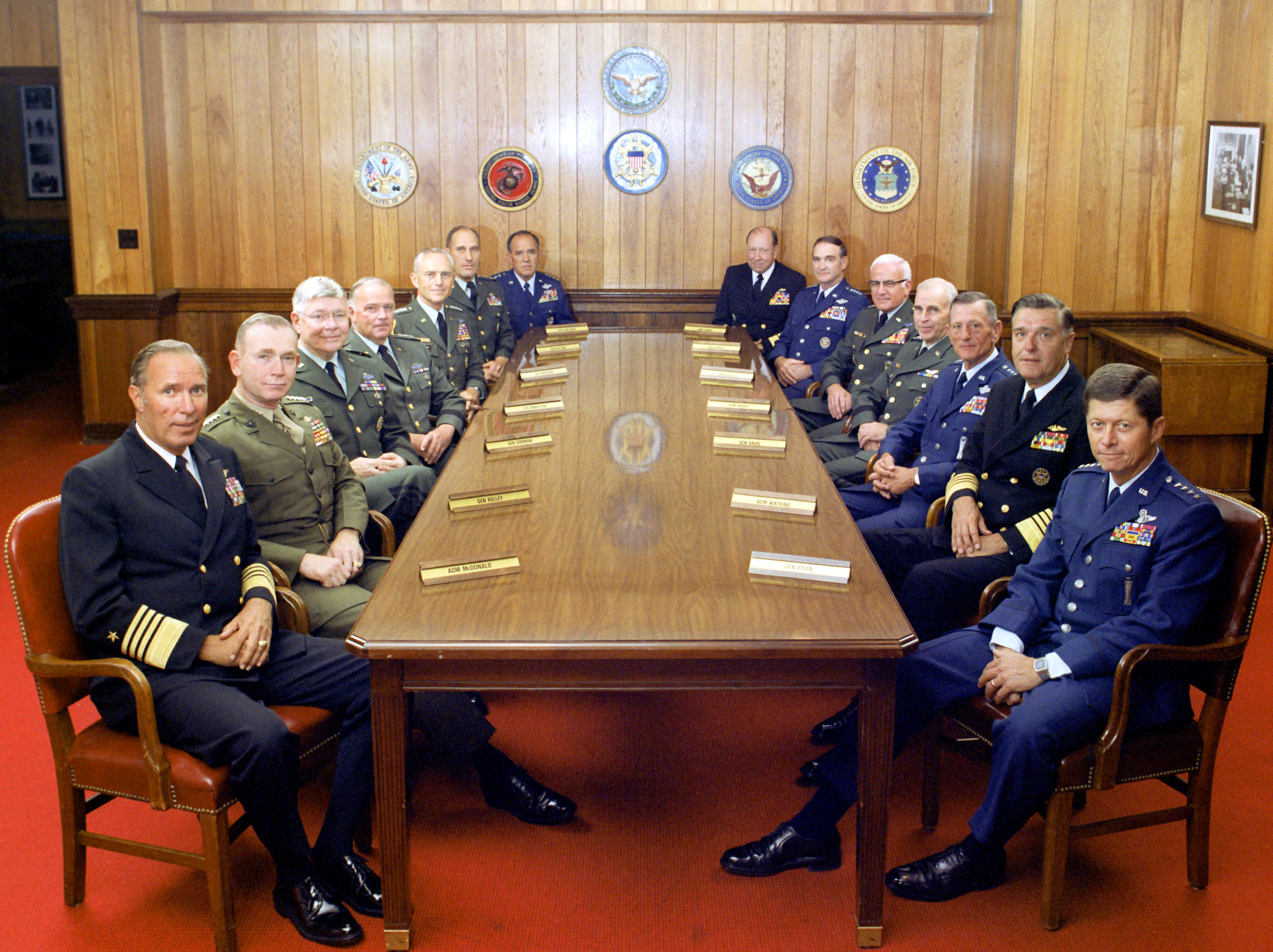
La Junta de Caps d'Estat Major i diversos comandants en cap reunits al Pentàgon, 1 de juliol de 1983.

Després de la Guerra Civil dels Estats Units va augmentar el volum de les forces armades cosa que dificultava la realització d'accions conjuntes entre l'Armada i l'Exèrcit. L'Exèrcit i la Marina no col·laboraven entre elles ni a nivell de planificació ni a nivell operatiu, i van haver problemes ocasionats per desacords durant la Guerra hispanoamericana i a les campanyes del Carib. El 1903 el President Theodore Roosevelt creà el Consell conjunt de l'Exèrcit i l'Armada: Joint Army and Navy Board, format per representants dels caps militars i planificadors en cap d'ambdós serveis per planificar operacions conjuntes, així com per resoldre problemes de rivalitat entre els dos serveis.
Tanmateix, aquest Consell Conjunt aconseguí ben poc car el seu reglament no l'autoritzava a fer efectives les seves decisions. A més tampoc podia originar les seves pròpies opinions i quedà limitat a comentar només els problemes que li arribaven dels departaments de la Guerra i la Marina. Per tot plegat, aquest Consell no va resultar gaire operatiu i va tenir poc impacte durant la Primera Guerra Mundial.
Després de la I Guerra Mundial, el 1919, ambdues secretaries acordaren restablir i revitalitzar el Consell Conjunt. La missió de l'estat major general era desenvolupar plans per a la mobilització per a la propera guerra; els Estats Units sempre es designaven com a "Blau" i els enemics potencials rebien altres colors.
En aquells moments, els membres del Consell Conjunt incloïen els Caps dels Estats Majors, els seus adjunts i el Cap de la Divisió de Plans de Guerra de l'Exèrcit i el de la Marina. Sota el Consell Conjunt hauria d'haver un estat major anomenat "Comitè Conjunt de Planificació" per servir el Consell. Encara que amb els nous membres el Comitè podia iniciar recomanacions per iniciativa pròpia, encara no disposava de l'autoritat legal per fer efectives les seves decisions.

### Segona Guerra Mundial

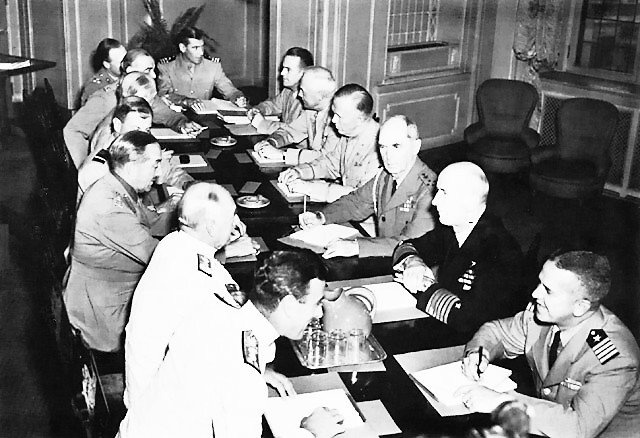
Trobada dels Caps d'Estat Major Conjunts al Quebec, 23 d'agost de 1943. Asseguts al voltant de la taula, des de l'esquerra al fons: vice Adm. Lord Louis Mountbatten, Sir Dudley Pound,Sir Alan Brooke, Sir Charles Portal, Sir John Dill, Lt. Gen. Sir Hastings L. Ismay, Brigadier Harold Redman, Comdr. R.D. Coleridge, Brig. Gen. John R. Deane, General Arnold, General Marshall, almirall Leahy, almirall King, i Capt. F.B. Royal.

El President dels Estats Units Franklin D. Roosevelt i el Primer Ministre britànic Winston Churchill establiren els Caps d'Estat Major Conjunts (Combined Chiefs of Staff - CCS) durant la Conferència d'Arcàdia de 1942. El CSS serviria com a cos suprem militar per la direcció estratègica de l'esforç de guerra combinat entre els Estats Units i l'Imperi Britànic.
La part britànica del CCS estaria formada pels membres del Comitè de Caps d'Estat Major, però els Estats Units llavors no tenien un cos equivalent. El Consell Conjunt no tenia autoritat al CCS, tot i que la seva publicació el 1935, l'Acció Conjunta de l'Exèrcit i la Marina donà algunes guies per a les operacions conjuntes durant la Segona Guerra Mundial.
Com a contrapartida al Comitè de Caps d'Estat Major britànic al CCS, i per assolir una millor coordinació a l'esforç militar estatunidenc, l'almirall William D. Leahy proposà un "alt comandament unificat", que seria anomenat l'Estat Major Conjunt (JCS). Modelat d'acord el comitè britànic, la primera trobada formal del JCS va tenir lloc el 9 de febrer de 1942, per tal de coordinar les operacions militars estatunidenques entre els Departaments de la Guerra i de l'Exèrcit. El 20 de juliol de 1942 l'almirall Leahy esdevingué el Cap de l'Estat Major del Comandant en Cap de l'Exèrcit i la Marina ("Comandant en Cap de l'Exèrcit i la Marina dels Estats Units" és el títol militar del President dels Estats Units, segons l'Article II, § 2 de la Constitució), amb els caps dels estats majors dels serveis operant sota la seva direcció.
Els primers membres dels Caps d'Estat Conjunts va ser:
| Càrrec | Foto               | Nom                        | Servei  |
| --- | ------------------ | -------------------------- | ------- |
| Cap de l'Estat Major pel Comandant en Cap de l'Exèrcit i la Marina i Conseller Militar Presidencial Especial | William Leahy      | Almirall William D. Leahy  | Armada  |
| Cap de l'Estat Major de l'Exèrcit                                                                            | George C. Marshall | General George C. Marshall | Exèrcit |
| Cap d'Operacions Navals i Comandant en Cap de la Flota dels Estats Units                                     | Ernest J. King     | Almirall Ernest J. King    | Armada  |
| Cap de les Forces Aèries de l'Exèrcit                                                                        | Hap H. Arnold      | General Hap H. Arnold      | Exèrcit |

Tal com indica la taula, cadascun dels membres era un oficial de 4 estrelles a la seva branca de servei respectiva. Al final de la guerra, però, tots ells havien estat promoguts: Leahy i King a Almirall de la Flota; Marshall i Arnold a General de l'Exèrcit. A més, Arnold va ser nomenat al grau de General de la Força Aèria.
Un dels comitès de l'Estat Major dels Caps d'Estat Major Conjunts era el Comitè Conjunt d'Investigació Estratègica (Joint Strategic Survey Committee - JSSC). El JSSC era un comitè extraordinari que existí entre 1942 i 1947. Es tractava d'una de les "agències de planificació amb més influència de les forces armades en temps de guerra." Entre els seus membres estaven el tinent general Stanley D. Embick, Exèrcit, president, 1942–, vicealmirall Russell Willson, Marina, 1942–1945, vicealmirall Theodore Stark Wilkinson, Marina, 1946, i major general Muir S. Fairchild, USAAF, 1942–.

### La Llei de Seguretat Nacional de 1947

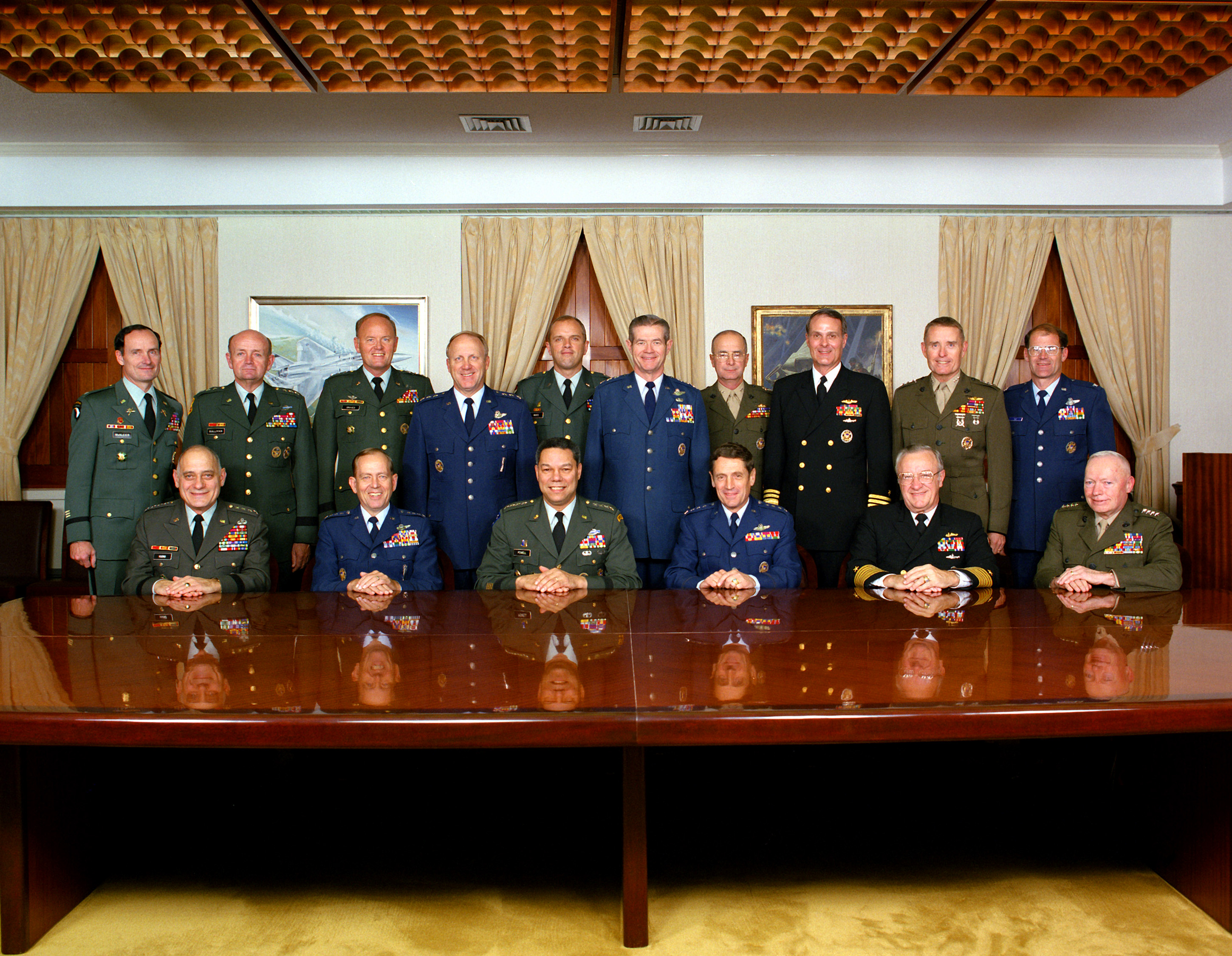
Els Caps d'Estat Major Conjunts (asseguts) i els directors dels directoris de l'Estat Major Conjunt (drets), November de 1989.

Amb el final de la Segona Guerra Mundial, l'Estat Major Conjunt va quedar oficialment establert sota la Llei de Seguretat Nacional de 1947. Segons la llei, la JCS consistia en el President, el Cap de l'Estat Major de l'Exèrcit, el Cap de l'Estat Major de la Força Aèria (que quedava establerta com un servei separat segons la mateixa llei) i el Cap d'Operacions Navals. El Comandant del Cos de Marines havia de ser consultat sobre els afers relatius al Cos, però no era un membre regular (el general Lemuel C. Shepherd, Jr., comandant entre 1952 i 1955, va ser el primer a seure com a membre ocasional). La llei va ser modificada durant el termini del general Louis H. Wilson, Jr. (1975-79), fent que el Comandant dels Marines fos un membre a temps complet de la JCS, en parietat amb els altres tres serveis.
El càrrec de vicepresident va crear-se mitjançant la Llei Goldwater-Nichols de 1986 per complementar el CJCS, per tal de delegar algunes de les responsabilitats del president.
El general Colin L. Powell (1989–93) ha estat fins a l'actualitat (2013) l'únic negre que ha servir a l'Estat Major Conjunt. El general Peter Pace (vicepresident 2001–05; president, 2005–07) va ser el primer Marine a servir en aquestes posicions. Encara no hi ha servit cap dona.

### Llei d'Autorització de Defensa Nacional del 2012

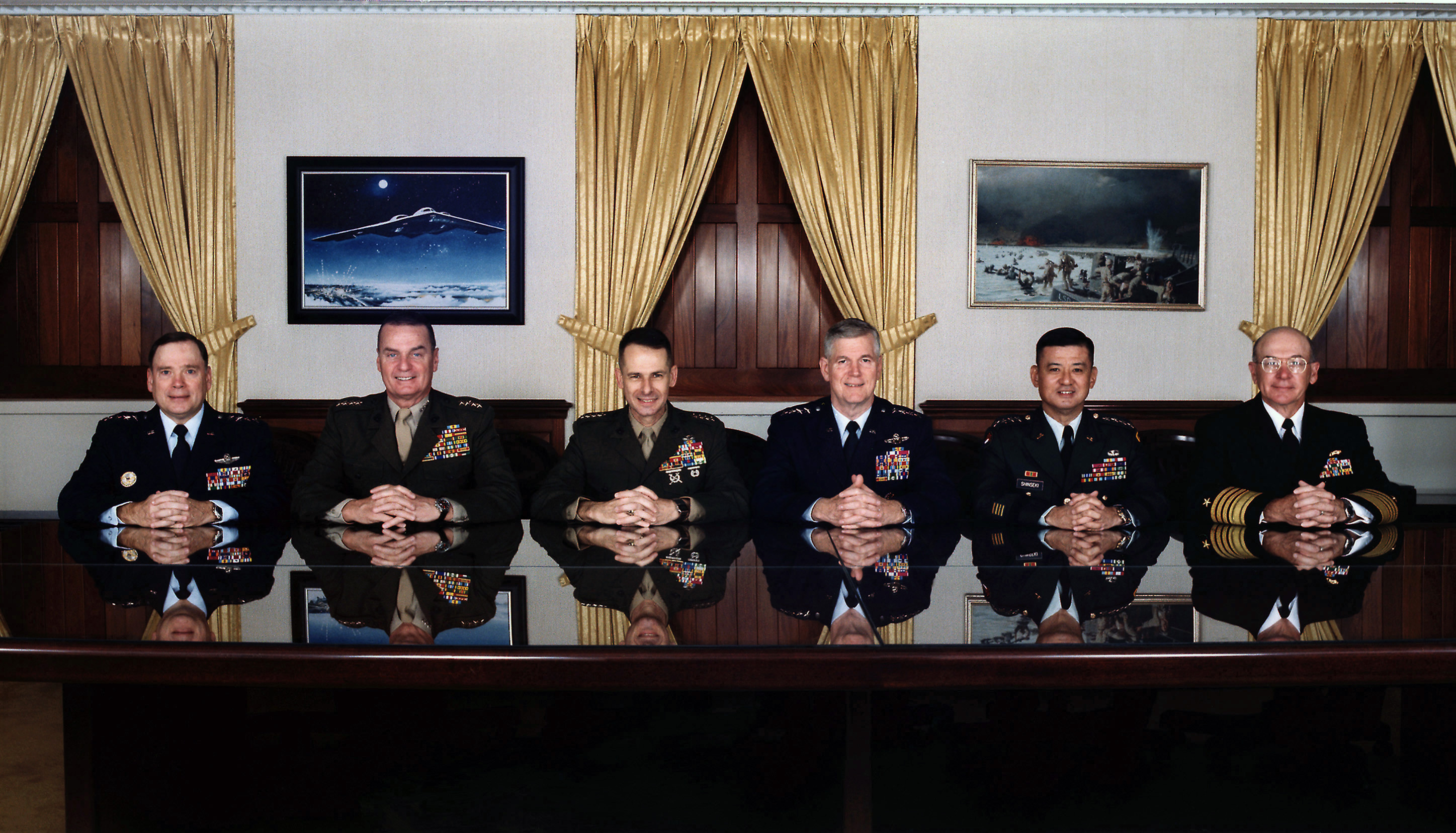
L'Estat Major Conjunt, 2001

Segons la Llei d'Autorització de Defensa Nacional del 2012 el Cap del Bureau de la Guàrdia Nacional s'incorporà a l'Estat Major Conjunt. Els historiadors de la Guàrdia Nacional ho assenyalen com el "desenvolupament més significatiu" per a la Guàrdia des de la Llei de la Milícia de 1903.

## Rols i responsabilitats
Després de la reorganització de 1986 de les forces armades portada a terme per la Llei Goldwater-Nichols, l'Estat Major Conjunt no té comandament operatiu de les tropes estatunidenques. La responsabilitat de les operacions militars surt del President dels Estats Units al Secretari de Defensa i directament als comandaments dels Comandaments Unificats de Combat, passant pel costat completament l'Estat Major Conjunt.
Actualment, la seva principal responsabilitat és assegurar la preparació del personal, la planificació i l'entrenament dels seus serveis respectiu perquè els comandants combatents puguin emprar-les. L'Estat Major Conjunt és també un conseller militar pel President i el Secretari de Defensa. A més, el President de la Junta de Caps d'Estat Major actua com el conseller en cap militar pel President i el Secretari de Defensa. En aquest paper estrictament de conseller, l'Estat Major Conjunt constitueix el segon màxim cos de deliberació per a la política militar dels Estats Units, després del Consell de Seguretat Nacional.

## L'Estat Major Conjunt actualment
Els membres de l'Estat major conjunt:
| Càrrec                                 | Confirmat        | Foto                | Nom                          | Servei                                    | Bandera        |
| -------------------------------------- | ---------------- | ------------------- | ---------------------------- | ----------------------------------------- | -------------- |
| President                              | 30 setembre 2019 | Mark A. Milley      | General Mark A. Milley       | Exèrcit dels Estats Units d'Amèrica       | Mark A. Milley |
| Vicepresident                          | 21 novembre 2019 | John E. Hyten       | General John E. Hyten        | Forces Aèries dels Estats Units d'Amèrica | Mark A. Milley |
| Cap de l'Estat Major de l'Exèrcit      | 9 agost 2019     | James C. McConville | General James C. McConville  | Exèrcit dels Estats Units d'Amèrica       | Mark A. Milley |
| Comandant del Cos de Marines           | 5 juny 2019      | David H. Berger     | General David H. Berger      | Cos de Marines                            | Mark A. Milley |
| Cap d'Operacions Navals                | 1 agost 2019     | Michael M Gilday    | Almirall Michael M. Gilday   | Marina dels Estats Units                  | Mark A. Milley |
| Cap de l'Estat Major de la Força Aèria | 9 juny 2020      | David L. Goldfein   | General Charles Q. Brown Jr. | Forces Aèries dels Estats Units d'Amèrica | Mark A. Milley |
| Cap del Bureau de la Guàrdia Nacional  | 20 juliol 2020   | Joseph L. Lengyel   | General Daniel R. Hokanson   | Exèrcit dels Estats Units d'Amèrica       | Mark A. Milley |
| Cap d'Operacions Espacials             | 27 juny 2019     | John W. Raymond     | General John W. Raymond      | Força Espacial                            | Mark A. Milley |

Caps dels serveis uniformats que no són members de l'Estat major conjunt:
| Càrrec                             | Foto            | Nom                             | Servei                                                             |
| ---------------------------------- | --------------- | ------------------------------- | ------------------------------------------------------------------ |
| Comandant de la Guàrdia de Costa   | Karl L. Schultz | Almirall Karl L. Schultz        | Guàrdia de Costa                                                   |
| Cirurgià General dels Estats Units | Jerome Adams    | Contraalmirall Jerome Adams     | Cos Comissionat del Servei de Salut Pública                        |
| Director del NOAA                  |                 | Contraalmirall Michael J. Silah | Cos Comissionat de l'Administració Nacional Oceànica i Atmosfèrica |

## Lideratge

### El President

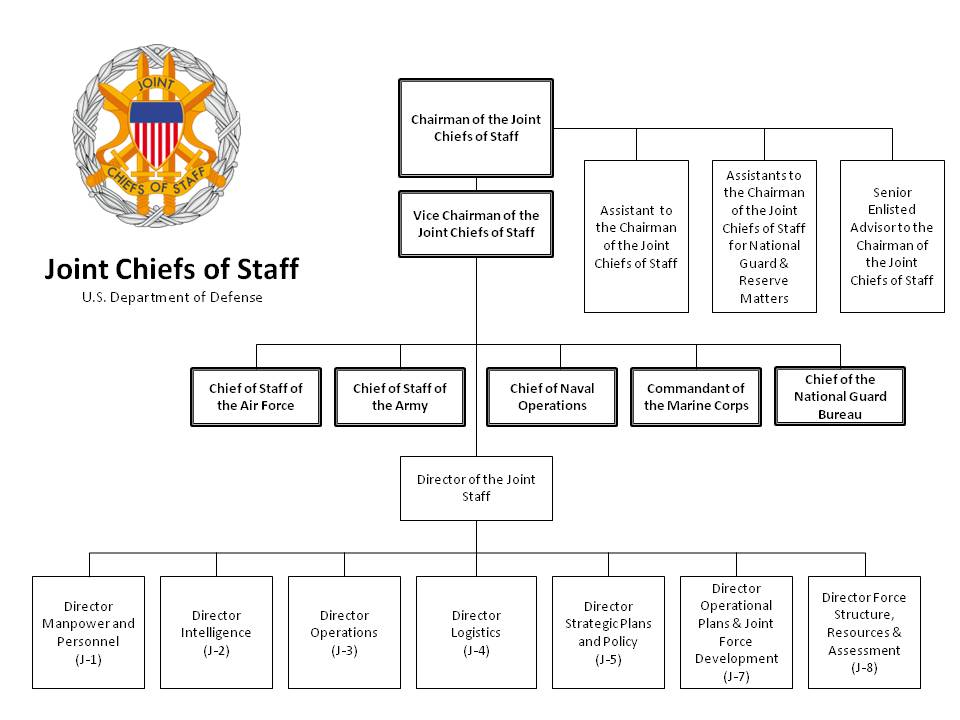
Organigrama de l'Estat Major Conjunt, gener de 2012

El President de la Junta de Caps de l'Estat Major és, per llei, l'oficial amb el rang més alt de les Forces Armades dels Estats Units i el principal conseller militar del President dels Estats Units. Presideix les reunions i coordina les tasques de la Junta de Caps d'Estat Major, formada pel President, el Vicepresident, els Caps d'Estat Major de l'Exèrcit i la Força Aèria, el Cap d'Operacions Navals i el Comandant del Cos de Marines. L'Estat Major Conjunt té la seu al Pentàgon. El President està per damunt a l'escalafó sobre tots els caps respectius de cada branca del servei, però no té autoritat de comandament sobre ells, les seves branques de servei o els Comandaments Unificats de Combat Tots els comandants de combat reben ordres operatives directament des de la Secretaria de Defensa.
El 20 de juliol de 1942 l'Almirall de la Flota William D. Leahy esdevingué el Cap de l'Estat Major del Comandant en Cap de l'Exèrcit i la Marina (20 de juliol de 1942-21 de març de 1949). Tècnicament no era el President de l'Estat Major Conjunt. El càrrec de Leahy va ser el precursor al càrrec de "President de l'Estat Major Conjunt". El càrrec es creà finalment el 1949, i el seu primer ocupant va ser el General de l'Exèrcit Omar Bradley.
Actualment el President és el general Martin E. Dempsey, que començà el seu mandat l'1 d'octubre de 2011.

### El Vicepresident
El càrrec de Vicepresident de la Junta de Caps d'Estat Major va ser creat per la Llei Goldwater-Nichols de 1986. El Vicepresident és un general de 4 estrelles i, per llei, és el segon membre de màxim rang de les Forces Armades dels Estats Units (per sota del President). En absència del President, el Vicepresident presideix les reunions de l'Estat Major Conjunt. També realitza tasques segons prescribeixi el President. No va ser fins a la Llei d'Autorització de la Defensa Nacional de 1992 que el càrrec passà a tenir vot a l'Estat Major Conjunt.
El Vicepresident actual és l'almirall James A. Winnefeld, Jr..

### El Conseller del President Allistat Superior

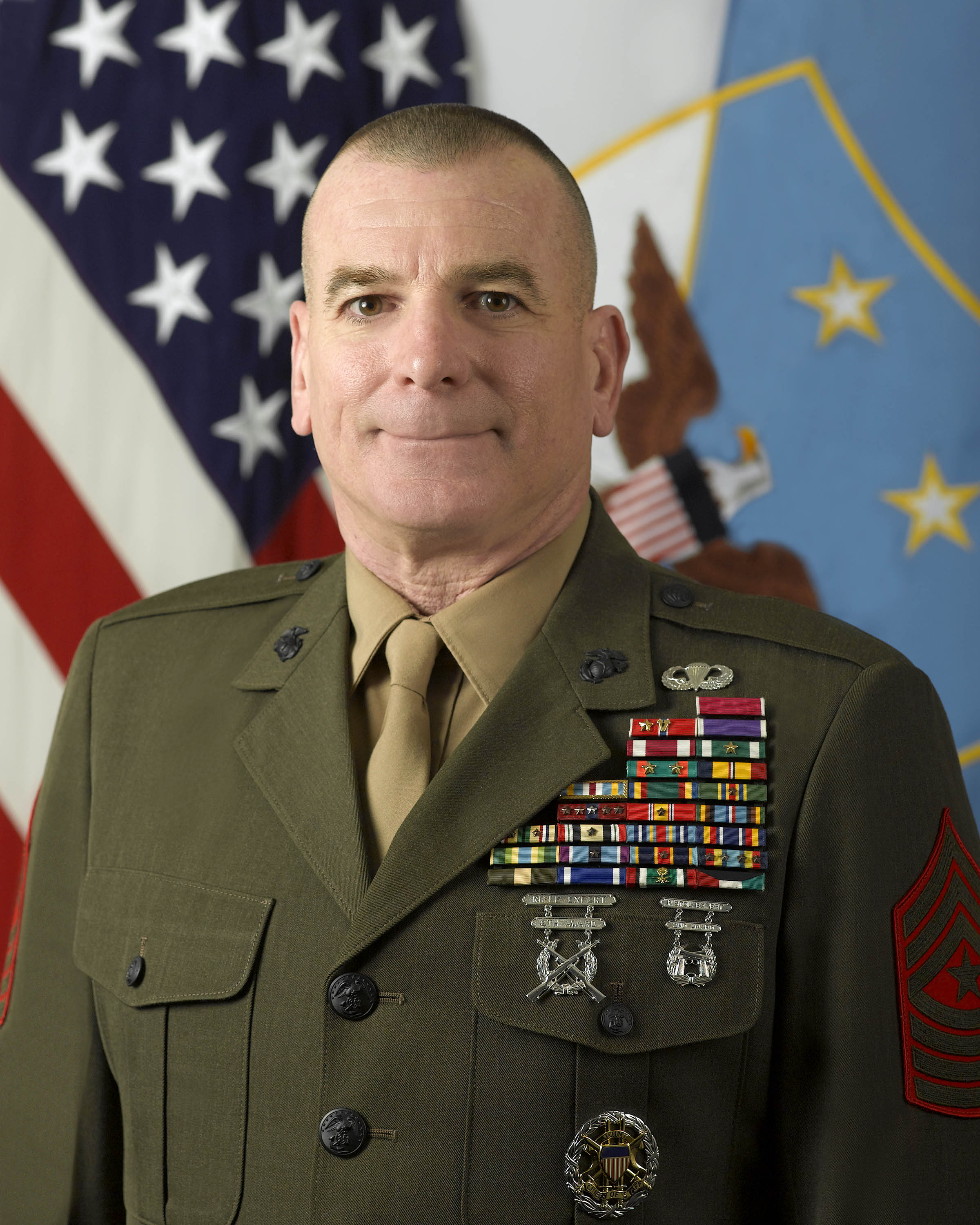
El Sergent Major Bryan B. Battaglia, USMC,, 2n i actual El Conseller del President Allistat Superior

El Sergent Major William J. Gainey, USA, va ser escollit per servir com a primer Conseller del President Allistat Superior de l'Estat Major Conjunt (SEAC), començant l'1 d'octubre de 2005. va ser un càrrec nou establert per aconsellar al President sobre tots els afers relatius al personal allistat (classe tropa i sots-oficials)
El Conseller del President Allistat Superior actual és el Sergent Major Bryan B. Battaglia, USMC, des del 30 de setembre de 2011. El càrrec havia estat vacant des de la jubilació del sergent Gainey el 25 d'abril del 2008.
El Conseller del President Allistat Superior és un conseller del President en tots els afers relatius a la integració de les forces combinades, la seva utilització i desenvolupament. A més, el SEAC ajuda a reciclar sots-oficials en altres tasques.

## La Junta de Caps d'Estat Major
L'Estat Major Conjunt (Joint Staff - JS), format per personal dels quatre serveis, assisteix al President i al Vicepresident en descarregar-los de les seves responsabilitats. Treballen estretament amb l'Oficina del Secretari de Defensa (OSD), els estats majors dels departaments militars i els estats majors dels comandaments de combat.
Mentre que serveixen com a President, Vicepresident, Cap de l'Estat Major de l'Exèrcit, Cap d'Operacions Navals, Cap de l'Estat Major de la Força Aèria, Comandant del Cos de Marines o Cap del Bureau de la Guàrdia Nacional el salari és de $20.263,50.- mensuals, independentment dels anys de serveis acumulats, segons indica la secció 205 del títol 37, Codi.3. dels Estats Units.

### Director de l'Estat Major Conjunt
El President està assistit del Director de l'Estat Major Conjunt, un oficial de 3 estrelles que assisteix el President amb la direcció de l'Estat Major Conjunt, una organització formada per un nombre aproximadament igual d'oficials de l'Exèrcit, la Marina i els Marines, i la Força Aèria, que han estat destinats per assistir el President per poder donar una direcció estratègica i operativa al Secretari de Defensa.

### Directoris de l'Estat Major Conjunt
L'Estat Major Conjunt inclou els següents departaments, on les funcions de planificació, política, intel·ligència, recursos humans, comunicacions i logística es traslladen a l'acció:
- Divisió de Direcció d'Informació de l'Estat Major Conjunt
- DOM – Directori de direcció
- J1 – Personal i recursos humans
- J2 – Intel·ligència
- J3 – Operacions
- J4 – Logística
- J5 – Plans i polítiques estratègiques
- J6 – Directori de Comandament, Control, Comunicacions i Sistemes Informàtics[22][23]
- J7 – Plans Operatius i Desenvolupament Conjunt
- J8 – Estructura, recursos i assessorament

## La Guàrdia de Costa
Tot i que la Guàrdia de Costa és un dels cinc serveis armats dels Estats Units, el Comandant de la Guàrdia de Costa no és un membre de l'Estat Major Conjunt. Malgrat tot, rep el mateix suplement econòmic que els Caps dels Estats Units ($4.000 anuals el 2009), i té els mateixos privilegis que els caps dels serveis. Al contrari que els caps d'estat major (que no participen de la cadena de comandament operativa) el Comandant de la Guàrdia de Costa comanda realment el seu servei. Els oficials de la Guàrdia de Costa poden ser nomenats com a President o Vicepresident de l'Estat Major Conjunt; si bé encara cap membre del servei ha ocupat el càrrec.